# Краснено
Кра́снено — село в Анадырском районе Чукотского автономного округа России.

## Географическое положение
Расположено на юге округа, на пологом песчано-галечном мысе, выступающем от правого обрывистого берега протоки Краснено в 2,8 км выше её устья. Протока соединяет озеро Красное с рекой Анадырь. Расстояние до окружного центра составляет около 165 км.

## Население
| 2002 | 2010 | 2015 | 2021 | 2023 |
| ---- | ---- | ---- | ---- | ---- |
| 120  | ↘83  | ↘71  | ↗77  | →77  |

## Транспорт
Пассажирские перевозки в направлении Анадыря и соседнего села Канчалан осуществляются транзитным рейсом вертолёта, совершаемым 2-3 раза в месяц. Завоз грузов происходит в период летней навигации речным путём.

## Экономика и социальная инфраструктура
Основное занятие жителей — оленеводство и рыболовство.
В селе есть начальная школа-детский сад, фельдшерско-акушерский пункт, клуб, почта, узел связи, магазин. В селе до сих пор отсутствует мобильная связь.
Улицы села: Заручейная, Кедровая, Набережная, Тундровая, Центральная.

## Охрана природы
Недалеко от села расположен заказник регионального значения «Усть-Танюрерский».

## Археологические находки
В окрестностях села обнаружено несколько неолитических стоянок древнего человека.

## Особенности
В селе полностью запрещена торговля алкоголем.